# باليفرمين
باليفرمين هو عامل نمو الخلايا الكيراتينية مؤتلف بشري مقتطع وهو ينتج بواسطة الإشريكية القولونية.
يحفز عامل نمو الخلايا الكيراتينية نمو الخلايا السطحية المبطنة للفم والقناة المعوية.

## الاستعمالات
يقلل باليفرمين من حدوث وطول فترة التهاب الغشاء المخاطي الفموي الشديد من خلال حماية الخلايا وتحفيز نمو خلايا طلائية جديدة لبناء الحاجز المخاطي.
يحدث التهاب الغشاء المخاطي الفموي الشديد في مرضى السرطانات الدموية (مثل ابيضاض الدم واللمفوما) بعد استقبالهم لجرعة عالية من العلاج الكيميائي والعلاج بالأشعة لأجل إجراء زراعة نخاع العظم.
كما أجريت دراسات حول استعمال باليفرمين في علاج التهاب الغشاء المخاطي الفموي وعسر البلع في أنواع أخرى من السرطان.

## التسويق
تعد شركة أمجن أول من طورته، ثم باعته في عام 2008 إلى شركة بايوفيتروم (أو سويدش أورفان بايوفيتروم حاليا) والتي تنتجه حاليا تحت اسم تجاري هو Kepivance.

## روابط خارجية
- موقع Kepivance